# 사회주의 비판

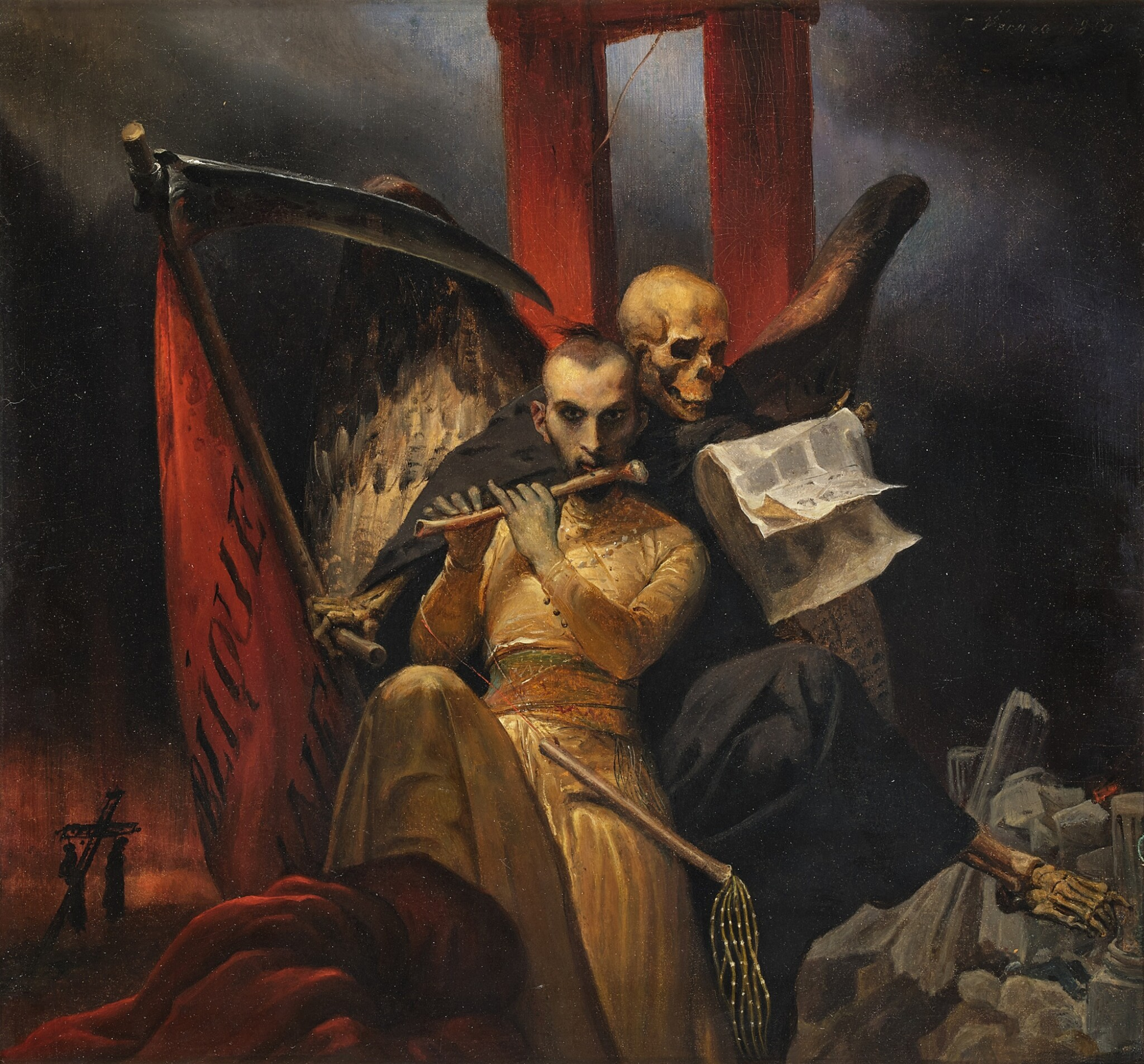
호레이스 베르네(Horace Vernet)의 1850년 작품 《사회주의와 콜레라》. 베르네가 19세기 중반 프랑스를 괴롭혔던 두 가지 질병을 묘사하고 있다.

사회주의에 대한 비판은 사회주의 경제와 사회주의 조직 모델, 그리고 그러한 체제를 채택하는 것의 타당성과 함께 그 정치적, 사회적 함의에 대한 비판을 의미한다. 일부 비평은 사회주의 체제 자체보다는 오히려 사회주의 운동, 정당, 또는 현재 국가에 대한 것이다. 일부 비판론자들은 사회주의를 이론적 측면에서 비판해야 한다고 생각한다. 그 예로는 경제 계산 문제나 사회주의 계산 논쟁 등이 있다. 반면 일부 사람들은 특정한 역사적 사례가 존재한다고 보며 실제적 측면에서 비판할 수 있다고 주장한다. 사회주의의 종류가 많기 때문에 대부분의 비평은 지시경제나 소련식 경제의 경험이 해당되는 특정 사회주의 유형에 집중되는데, 이는 재산 소유, 경제 조정, 사회주의를 어떻게 달성할 것인지에 대한 서로 다른 사회주의 모델들 간에 충돌이 일어날 수 있다는 것을 의미한다. 특정 사회주의 모델에 대한 비판론자들은 다른 종류의 사회주의를 옹호할 수 있다.
오스트리아학파의 경제학자 루트비히 폰 미제스에 따르면, 화폐, 재정 계산, 시장 가격 협상을 사용하지 않는 경제 체계는 자본재를 효과적으로 가치화하고 생산을 조율할 수 없으며, 따라서 그의 관점에선 사회주의는 경제적 계산을 할 수 있는 필수적인 정보를 갖추지 못하기 때문에 불가능하다고 한다. 경제 계획에 기반한 사회주의 체제에 대해 제기된 또다른 중요한 주장은 분산된 지식의 사용이다. 이 관점에서 사회주의는 중앙 기구가 정보를 종합하여 전체 경제를 위한 계획을 수립하는 데에 실패한다고 한다. 왜냐하면 이렇게 하면 왜곡된 또는 부정확한 가격 신호가 발생하기 때문이다. 이것이 경제 계산 문제로 알려져 있다. 또 다른 경제학자들은 신고전주의 경제학을 기반으로 한 사회주의 모델을 비판하며, 이 모델들이 경제 평형과 파레토 효율의 잘못된 현실적 가정에 의존한다고 주장한다.
일부 철학자들은 사회주의의 목표를 비판하며, 평등은 개인적 다양성을 침해하고 평등한 사회를 구축하기 위해서는 강력한 강요가 필요하다고 주장했다. 많은 비판론자들은 공산주의 정권 하의 대량 학살을 가리키며 사회주의의 폐단을 증명하는 사례라고 말한다. 일부 사회주의자들은 이것들을 변칙적인 사례로 여기고, 자본주의와 제국주의로 인한 대량 사망을 사회주의의 원인으로 주장하는 사람들도 있으며, 또 다른 일부는 그들이 지지하는 사회주의 모델이 아니라고 말한다. 경제 자유주의자들과 우익 자유주의자들은 생산수단과 시장 교환의 사유재산을 자유에 대한 그들의 개념에 중요한 자연적 실재나 도덕적 권리로 보며, 자본주의의 경제 역학이 불변하며 절대적인 것이라고 본다. 그 결과, 그들은 생산 수단의 공유 소유와 경제 계획을 자유에 대한 침해로 인식한다.

## 중앙 집중식 계획에 대한 비판

### 가격 신호가 왜곡되거나 부재함

사회주의 비판자들에 따르면 수요와 공급을 통해 자유 시장에서 가격을 창출하는 데 정치적 개입은 균형 가격 에서 벗어나 수많은 바람직하지 않은 부작용을 일으킨다고 한다.

경제 계산 문제는 일부 사회주의 형태에 존재하는 중앙 계획 경제를 비판하는 것이다. 이것은 프로이센 출신의 경제학자 헤르만 하인리히 고센에 의해 1854년에 처음 제안되었다. 그 후 네덜란드의 경제학자 니콜라스 피어슨에 의해 1902년에 설명되었으며, 루드비히 폰 미제스에 의해 1920년에, 그리고 이후 프리드리히 하이에크에 의해 발전되었다. 이 문제는 경제적으로 자원을 합리적으로 분배하는 방법에 대한 것이다. 자유 시장은 사람들이 돈을 주고 특정 상품이나 서비스에 대해 원하는지를 개인적으로 결정할 수 있는 가격 기제에 의존한다. 가격은 자원의 희소성과 효용(공급과 수요)에 대한 내재적 정보를 전달하며, 이를 통해 개인적인 합의에 기반한 수정을 허용하여 부족과 과잉을 방지한다. 미제스와 하이에크는 이것이 유일한 해결책이며, 시장 가격이 제공하는 정보 없이는 사회주의가 자원을 합리적으로 할당하는 방법이 없다고 주장했다. 이 비판을 찬성하는 사람들은 이것이 사회주의를 반박하며, 사회주의 계획 경제가 결코 작동할 수 없음을 보여준다고 주장한다. 이 논쟁은 1920년대와 1930년대에 격돌했으며, 경제 역사학자들에게는 "사회주의 계산 논쟁"으로 알려져 있다.
미제스는 유명한 1920년 논문 "사회주의 공동체에서의 경제적 계산"에서 사회주의 경제에서의 가격 결정 시스템이 반드시 불완전하다고 주장했다. 왜냐하면 만약 정부가 생산 수단을 소유한다면, 소비재와 달리 자본재는 "교환의 대상"이 아니라 단순히 사회주의 체계 내부에서 이동하는 재화가 되어 가격을 구할 수 없기 때문이다. 가격이 없으니 중앙 계획자들은 가용 자원을 어떻게 할당해야 효율적인지 모르고 따라서 시스템은 반드시 비효율적이라는 것이다. 이 때문에 미제스는 사회주의 공동체에서 "합리적인 경제 활동이 불가능하다"고 선언했다. 미제스는 1922년 저서 《사회주의: 경제학적 및 사회학적 분석》에서 사회주의에 대한 비판을 보다 완전하게 발전시켰다.
미제스는 계획경제를 기반으로 한 사회주의 체계가 가격 신호의 부족으로 자원을 효과적으로 할당할 수 없을 것이라 주장했다. 생산 수단이 단일 단체에 의해 통제되므로 계획경제에서 자본재의 가격을 추정하는 것은 불가능할 것이라고 했다. 그의 주장은 경제 계산 문제, 즉 정부가 복잡한 경제를 조직하기 위해 필요한 경제적 계산을 할 수 없다는 문제 때문에 사회주의가 경제적으로 실패할 수밖에 없다는 것이었다. 미제스는 시장 경제가 없으면 자본재를 가장 생산적으로 사용할 수 있도록 합리적이고 효율적인 할당을 달성하는 데 필수적인 기능인 가격 체계가 없을 것이라고 예측했다. 미제스에 따르면, 가격이 없으면 수요를 알 수 없기 때문에 사회주의는 실패할 것이다. 이러한 주장은 하이에크와 같은 이후 오스트리아학파의 경제학자들에 의해 발전되었다. 하이에크는 1977년에 "가격은 우리가 직접 가지고 있는 것보다 더 많은 정보를 담은 의사 소통 및 지도의 수단"이며 "단순한 지시에 따른 분업에 기반하여 동일한 질서를 이룰 수 있다는 발상은 통째로 파탄이 난다. (중략) 사람들을 필요한 곳으로 이끌기 위해 (노동의 가격을 포함하여) 가격이 필요하다면, 시장 원칙에 의거한 것과 다른 분배를 가질 수 없다"고 주장했다.
헝가리의 경제학자인 야노쉬 코르나이는 "시장 사회주의를 실현하려는 시도는 상호 배반적인 요소들이 있는 일관성 없는 체계를 만들어낸다: 공유 소유의 우세와 시장의 운영은 호환되지 않는다"라고 쓰고 있다.
자유방임 자본주의 지지자들은 사설 독점이 실제로는 경쟁이 없다고 해도 많은 잠재적 경쟁자들이 지켜보고 있으며, 만약 그들이 불충분한 서비스를 제공하거나 상품 또는 서비스에 과도한 가격을 부과한다면 투자자들이 경쟁사를 창업할 것이라고 주장한다. 무정부 자본주의 경제학자인 한스-헤르만 호프는 생산 수단에 대한 가격이 없으면 노동과 자원을 가장 가치있는 용도로 유도할 수 있는 비용 회계가 없다고 주장한다. 티보르 마헨에 따르면, "공급과 수요의 법칙에 따라 자원을 실제 인간의 선호와 목표에 맞추기 위해서는 시장이 없으면 할당이 어렵거나 불가능하다".
경제학자 밀턴 프리드먼에 따르면, "손실 부분은 이윤 부분만큼 중요하다. 사설 시스템과 정부 사회주의 시스템을 구분하는 것은 손실 부분이다. 기업가의 프로젝트가 실패하면 그를 폐쇄한다. 만약 그것이 정부 프로젝트였다면, 확장되었을 것이다. 왜냐하면 이윤과 손실 요소의 규율이 없기 때문이다."
혼돈 이론 지지자들은 경제와 같은 매우 복잡한 시스템에 대해 장기적인 정확한 예측을 하기는 불가능하다고 주장한다.
피에르 조제프 프루동은 《19세기 혁명의 일반적 아이디어》에서도 비슷한 계산 문제를 제기하지만, 동시에 경제적 계산을 필요로 하는 특정 자발적인 조합을 제안하기도 했다. 트로츠키는 분권적 계획경제의 열렬한 지지자로서 중앙집권적 경제 계획은 "수백만 명의 일상 경험이 없이는 불가능하며, 그들 자신의 집단적 경험을 비판적으로 검토하지 않으면 불가능하며, 그들의 필요와 요구를 표현하지 않으면 공식적인 성소의 범위 내에서 이루어질 수 없다"고 주장했으며 "정부 요직이 7명의 만능의 천재, 7명의 마르크스, 또는 7명의 레닌으로 구성되었다 해도, 그것은 여전히 그 자체로 1억 7천만 명의 경제를 지휘할 수 없을 것"이라고 말했다. 시장이 없음에도 불구하고, 시장 사회주의는 전통적인 사회주의 모델에 대한 대안으로 볼 수 있다. 이론적으로, 전통적인 사회주의 경제와 시장 사회주의 경제의 근본적인 차이점은 생산 수단과 자본재에 대한 시장의 존재이다. 사회주의 시장 폐지론자들은 이에 반론하며, 자본주의 지지자들과 특히 오스트리아 학파의 이론가들은 균형 가격이 존재하지 않는다고 인정하면서도 합리적인 근거로 사용될 수 있다고 주장하는데, 실제로는 그렇지 않기 때문에 시장이 비효율적이라고 하였다. 시장 폐지론자들에 따르면 사회주의 분권적 계획은 단순히 종류 계산에 의존하는 재고 통제의 자발적 자율 규제 시스템을 만들어내며, 이것이 결국 시장 가격체계로의 대규모 경제적 의존성을 해결한다고 말한다.

### 경제민주주의와 자주관리의 억압
중앙 계획은 뿐만 아니라 좌익의 일부에서도 비판 받고 있다. 리버타리언 사회주의 경제학자 로빈 하넬은 중앙 계획이 그 자체의 인센티브와 혁신의 내재적인 제약을 극복한다 해도, 그럼에도 불구하고 경제 민주주의와 자기 관리를 극대화할 수 없을 것이며, 이는 그가 주장하기에 경제 자유에 대한 주류 개념보다 더 지적으로 일관되고 일치하며 공정한 개념들이라고 본다.
하넬은 다음과 같이 설명한다. "더 민주적인 정치 제도와 결합되어 최적의 경우에 가까운 형태로 재구성된다 해도, 중앙 계획 경제는 의심할 여지 없이 더 나은 성과를 거둘 수 있었을 것이다. 하지만 그들은 경제적 자기 관리를 실현하지 못했을 뿐만 아니라 무관심과 좌절이 필연적으로 초래하는 혁신의 속도 저하로 인해 항상 혁신이 느렸을 것이며, 경제적 권력의 차이로 인한 불평등과 비효율성이 커짐에 따라 항상 성장하게 되었을 것이다. 중앙 계획은 계획자나 관리자, 노동자들이 사회 경제적 이익을 촉진할 동기를 부여하지 않았다. 또한 최종 재화에 대한 잠정적인 시장조차 소비자들을 계획 시스템에서 의미 있는방식으로 권리 부여하지 못했다. 그러나 중앙 계획은 정보와 인센티브의 약점을 극복한다 해도 경제적 민주주의와 호환되지 못했다. 사실 중앙 계획은 비례 없이 증가한 전례 없는 독재적인 정치적 권력에 의해 지속되었을 뿐이다."

## 공기업 비판

### 느리거나 정체된 기술 발전

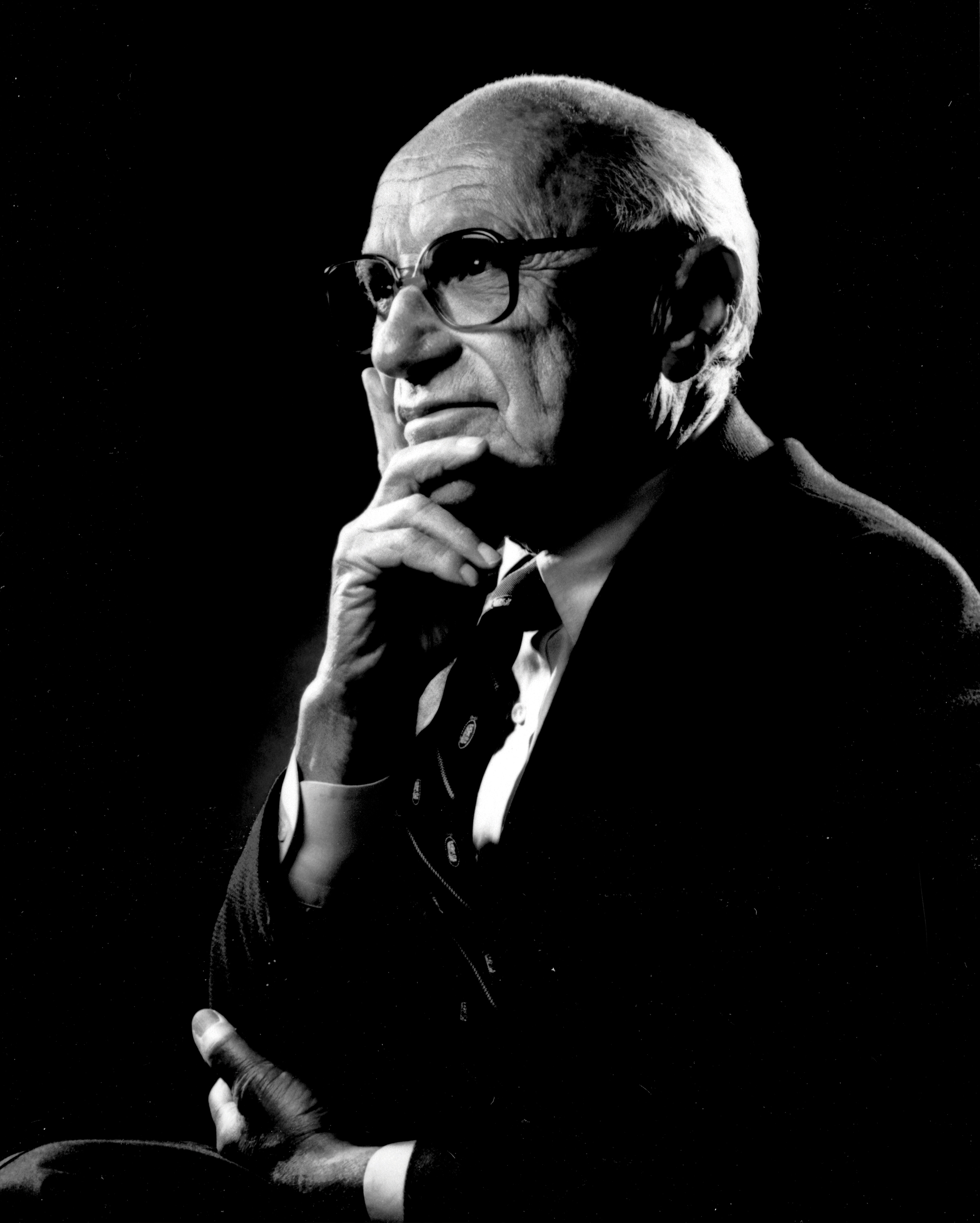
밀턴 프리드먼(Milton Friedman), 1976년 노벨 경제학상 수상자, 시카고 경제학파 회원이자 사회주의 반대자로 잘 알려져 있음

경제학자 밀턴 프리드먼은 사회주의를 생산 수단의 국가 소유로 정의하고, 이것이 경쟁을 억제하여 기술 발전을 방해한다고 주장했다. 그는 "사회주의가 실패하는 것을 보려면 미국을 봐야 한다"며 "기술적으로 가장 후퇴한 지역은 정부가 생산 수단을 소유하는 곳들이다"라고 지적했다.
프리드먼은 사회주의가 자유 시장과 돈과 위험을 기반으로 하는 보상 체제의 폐지를 지지한다고 주장했는데, 일부 사회주의자들은 이에 반론을 제기하기도 했다. 프리드먼은 자본주의 체제하의 발명가와 같은 사람들이 사회주의 체제에서도 존재하기는 하겠지만, 돈과 위험을 기반으로 하는 보상 체제 없이는 연구를 위해 시간이나 자본을 들이는 위험을 감수하지 않으리라고 주장했다. 프리드먼은 이것이 바로 미국 특허 제도와 저작권법의 존재 이유 중 하나라고 주장한다:
사회주의는 국내에서도 외국에서와 마찬가지로 효율적이지 못했다. 우리의 기술적으로 가장 후퇴한 지역은 무엇인가? 우선취급우편물 배달, 학교, 사법부, 입법 시스템 - 모두가 철지난 기술에 갇혀 있다. 사법과 입법 시스템에 사회주의가 필요하다는 데에는 의심의 여지가 없다. 하지만 우편이나 학교에는 필요하지 않다. 페덱스 및 기타 기업들, 그리고 많은 사립학교가 정부 교육보다 반값에 불과한 비용으로 불우한 젊은이들에게 더 우수한 교육을 제공하는 것에서 알 수 있다. (중략)
누구나 군대의 낭비, 사기 및 비효율성에 대해 불평하며 이는 정당하다. 왜 그럴까? 군대가 사회주의 활동이고 민영화할 뾰족한 방법도 없어 보이기 때문이다. 하지만 그렇다면 우리가 러시아나 중국보다 사회주의 기업을 더 잘 운영하리라고 볼 까닭이 무엇이겠는가?

사회주의가 불가피한 영역을 훨씬 넘어서까지 사회주의를 확장함으로써, 우리는 필수적인 정부 기능을 가능한 최선보다, 심지어 이전에 달성했던 것보다도 훨씬 못 수행하게 되었다. 더 가난하고 사회주의가 덜 퍼졌던 시대에 우리는 세계에서 부러워할 만한 전국적인 도로, 다리 및 지하철망을 생산했다. 오늘날 우리는 그것들을 유지할 수조차 없다.

### 인센티브 감소

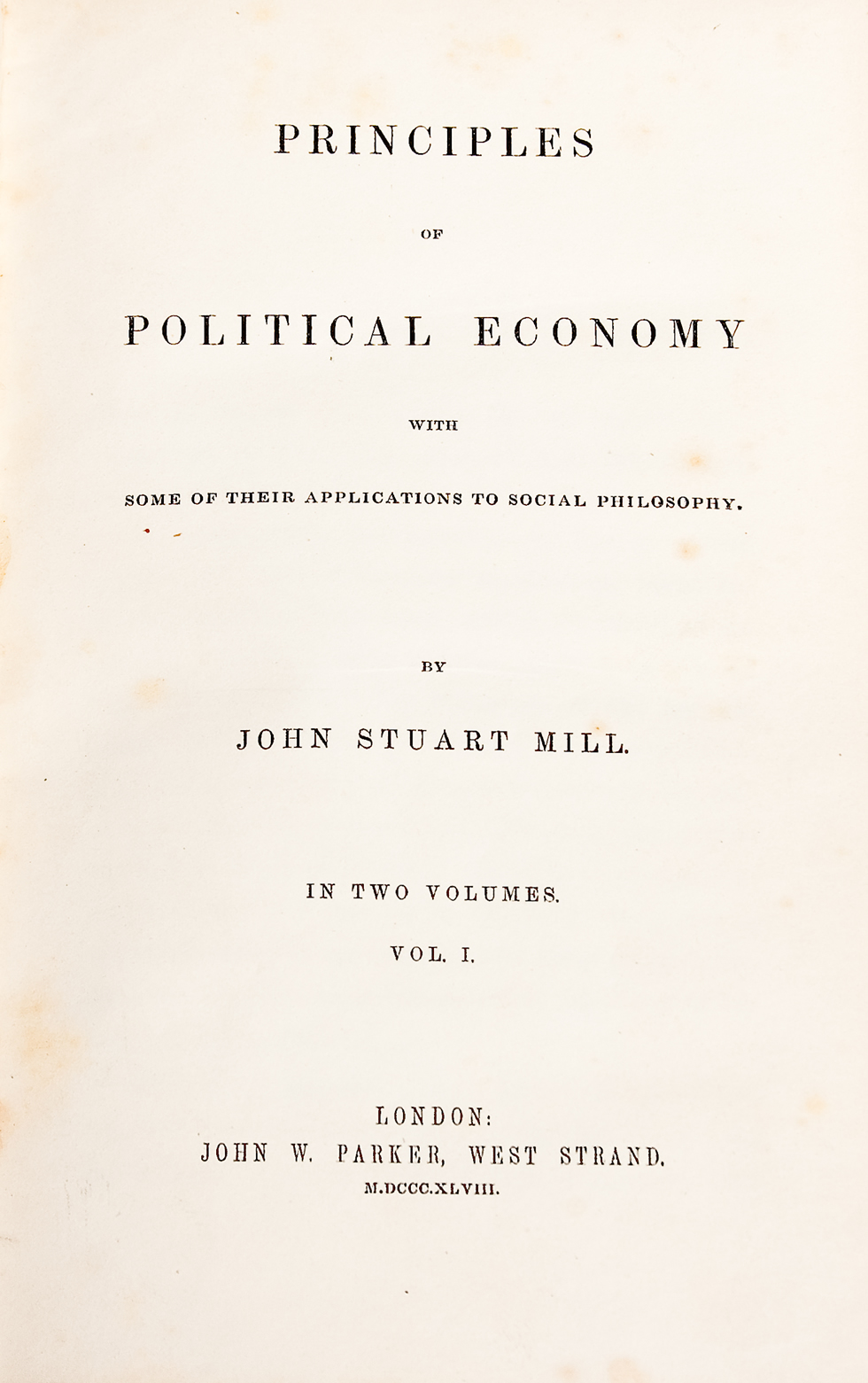
존 스튜어트 밀의 《정치경제학 원리》 초판 표지

사회주의에 대한 비판 중 하나는 모든 사람이 평등한 재산을 갖고 있는 사회에서는 일을 할 동기가 없다는 것이다. 왜냐하면 일을 잘 해도 보상을 받지 못하기 때문이다. 그들은 인센티브가 모든 사람의 생산성을 높이며, 그 효과를 잃게 되면 정체가 올 것이라고 주장한다. 사회주의 비판자들은 소득을 공유하는 것이 개인의 일하는 동기를 약화시키며, 그래서 가능한 한 소득을 개인화해야 한다고 주장한다.
존 스튜어트 밀은 1848년의 《정치경제학 원리(The Principles of Political Economy)》에서 이러한 관점을 다음과 같이 저술하였다.
사회주의자들이 흔히 범하는 오류는 인간의 나태한 천성, 즉 수동적이고 습관에 종속되며 한 번 선택한 길을 언제까지나 고수하려는 경향을 간과한다는 것이다. 그들이 용납 가능하다고 여기는 삶의 상태에 한 번 도달하고 나면, 그때부터 정체되고, 스스로 개선하려고 노력하지 않으며, 능력이 녹슬게 두어 스스로 퇴화하지 않도록 유지할 필요한 에너지조차 상실할 위험을 우려해야 한다. 경쟁이 최선의 자극이 아닐 수는 있겠지만 지금으로서는 꼭 필요하며, 경쟁 없이 진보가 가능해질 날이 언제 올는지 아무도 내다볼 수 없다.

밀은 후에 자신의 견해를 바꾸고 사회주의적 시각을 채택하면서 《정치경제학 원리》에 사회주의적 전망과 대의를 옹호하는 장을 추가했다. 개정판에서는 임금 제도를 완전히 폐지하고 협동 임금 제도로 대체하자는 급진적 제안도 내세웠다. 그러나 단일세율에 대한 그의 생각은 완화된 형태로나마 남아 있었다.

## 번영 감소

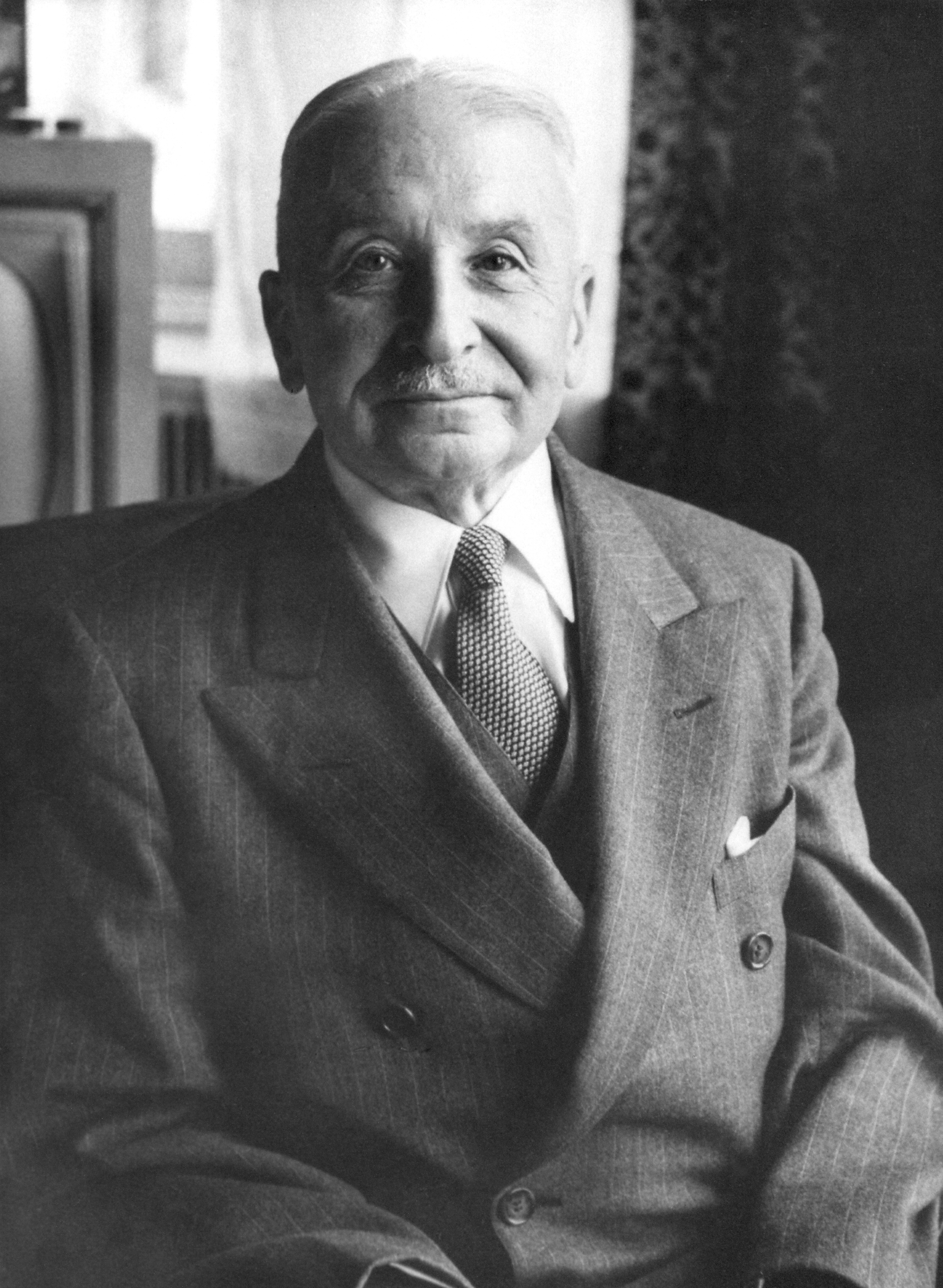
루트비히 폰 미제스는 공산주의와 자본주의를 비교하는 인간 행동학 연구로 가장 잘 알려져 있다.

오스트리아 학파의 경제학자 한스-헤르만 호프는 생산 수단이 국유화된 국가는 GDP 관점에서 보면 생산 수단이 사설로 통제되는 국가만큼 번영하지 않는다고 주장했다. 그러나 모든 사회주의자가 국유화를 지지하는 것은 아니며, 일부는 사회화를 선호하기도 한다.
또 다른 오스트리아 학파 경제학자 루트비히 폰 미제스는 국가의 개입을 통해 더 공평한 소득을 추구하면 국가 소득과 따라서 평균 소득이 감소한다고 주장했다. 따라서 그는 사회주의자가 가정하는 것처럼 가난한 사람에게는 소득의 한계효용이 부자보다 크다는 전제 하에 소득 분배의 더 공평한 목표를 선택한다고 한다. 미제에 따르면 이것은 더 낮은 평균 소득을 불평등한 더 높은 평균 소득보다 선호한다는 것인데, 그는 이러한 선호에 대해 합리적인 정당화가 없다고 주장하며 또한 더 큰 소득 평등의 목표가 달성된다는 증거는 거의 없다고도 말했다.
미제스는 또한 다음과 같이 말했다. "모든 사람들이 동의하는 소련 체제 아래의 러시아 사람들의 생활 수준은 자유주의의 모범이라 여겨지는 미국의 대중의 수준보다 훨씬 낮다는 유일한 사실이다. 만약 소비에 관한 실험이라고 본다면, 그 실험은 자유주의의 우월성과 사회주의의 열등성을 명백히 입증한 것으로 보아야 할 것이다".

## 사회적, 정치적 영향

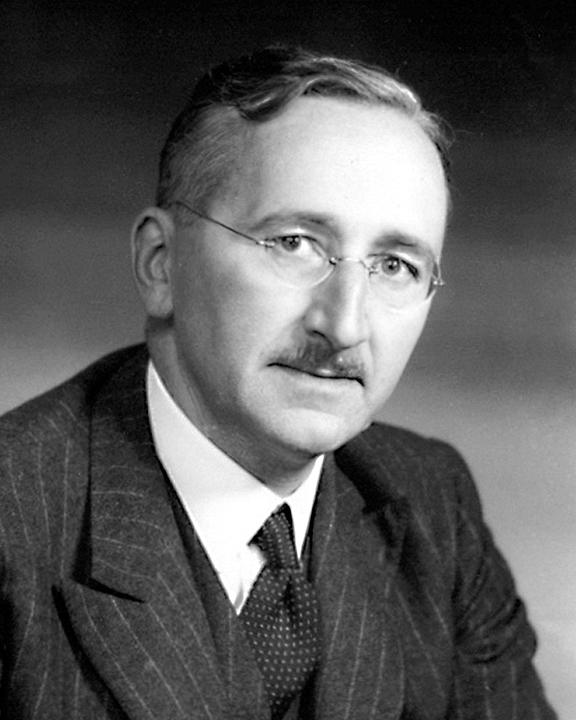
《노예의 길》의 저자 프리드리히 하이에크

《노예의 길》에서 프리드리히 하이에크는 생산 수단의 국유화를 통한 재산의 더 공평한 분배는 정치·경제적 권리 및 인권의 손실 없이는 이루어질 수 없다고 주장했다. 그는 이러한 사회주의자들이 생산 수단을 통제하고 재산을 분배하기 위해 상당한 권력을 획득해야 한다고 주장했다. 하이에크는 사회주의로 가는 길이 사회를 전체주의로 이끌며, 파시즘과 나치즘은 이전 시기에 이탈리아와 독일에서 사회주의적 추세의 필연적 결과라고 주장했다. 따라서 하이에크는 자본주의로부터 사회주의로 이동하는 것이 사실상 자본주의에서 파시즘으로 이동하는 것이라고 주장했다. 이러한 생각들은 "말발굽 이론(horseshoe theory)"에 담겨 있다. Dinesh D'Souza와 같은 일부 비평가들은 독일 나치당의 전체 이름이 "Nationalsozialistische Deutsche Arbeiterpartei"였고 "Nationalsozialistische"가 "국가사회주의(National Socialism)"를 의미하므로 파시즘은 사실상 사회주의의 한 종류이며, 그래서 많은 사회주의자들이 나치라고 주장한다.
Peter Self는 전통적인 사회주의 계획 경제를 비판하며 "극단적인 평등"을 추구하는 것은 "강력한 강요"가 필요하며 "다양한 개인적인 요구, 취향 (일 또는 여가에 대한), 재능을 합리적으로 인식하지 않는다"고 주장했다. Self는 사회주의 계획 경제가 자본주의에서는 존재하지 않는 상당히 큰 자유를 제공하지만 사회주의에 시장을 추가하면 자유와 효율성이 개선된다고 말한다. 따라서 Self는 자본주의나 비시장적 사회주의 대신 시장 사회주의를 권장한다. 철학자 데이비드 슈바이카트도 유사한 견해를 제시했다.
보수적인 미국 기업원문주의 연구소(AEI)의 Mark J. Perry는 사회주의는 더 많은 안전을 위해 자유를 포기하는 것이라고 주장했다. Perry는 또한 "사회주의는 20세기의 거짓말이다. 번영, 평등, 안전을 약속했지만 가난과 비참함, 폭정만을 실현했다. 평등이 이루어졌다면 모두가 같은 비참함을 경험한 것뿐이다."
사회주의 비판자들은 소련과 베네수엘라를 사회주의가 실패한 예로 인용한다.

## 지도자 부패

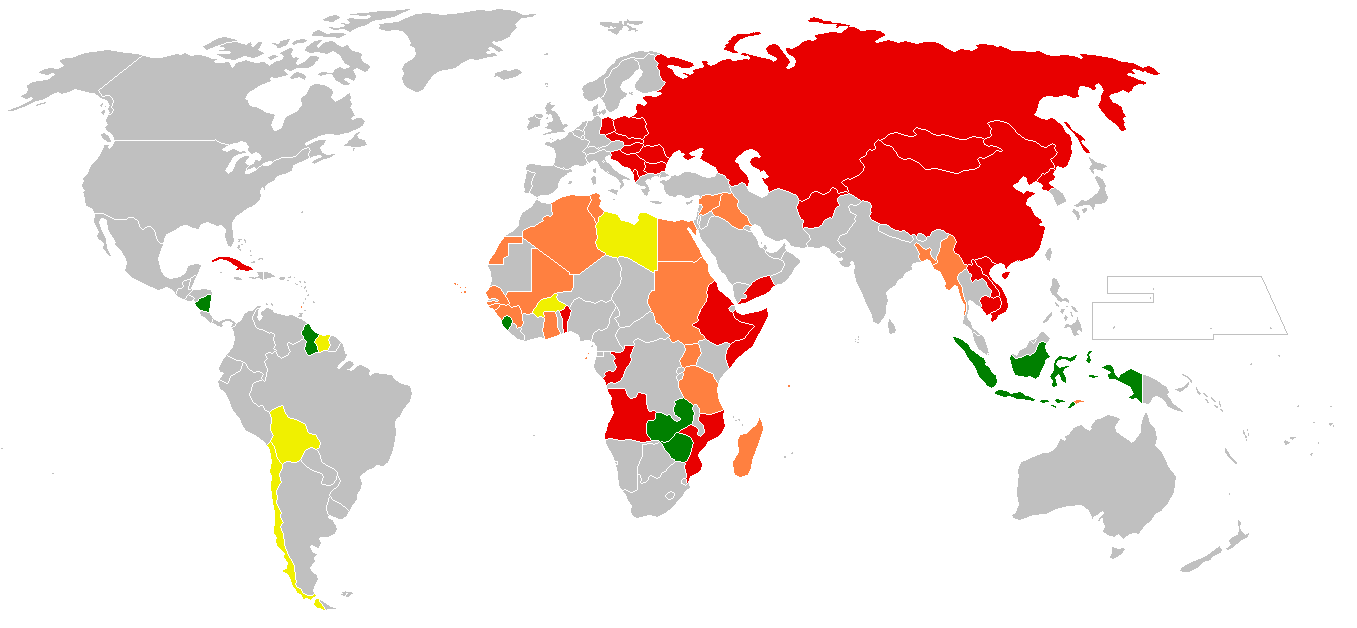
사회주의 정권이 통치했던 세계 지도

일부 사회주의 비평가들은 사회주의를 전통적인 사회경제 구조의 한 유형이 아닌 정치적 국가 조직의 한 유형으로 간주한다. 이러한 사상가들은 일반적으로 "사회주의 국가"가 아닌 "사회주의"를 비판한다.
밀턴 프리드먼은 사회주의에서 사설 경제 활동의 부재는 정치 지도자들이 스스로에게 강제력을 부여할 수 있게끔 하는 반면, 자본주의 시스템에서는 자본가 계급이 강제력을 부여할 텐데 이 편이 낫다고 주장했다. 노동당 후보 Clement Attlee에 맞선 선거운동에서 윈스턴 처칠은 사회주의가 그 목적을 이루려면 정치 경찰을 포함한 전체주의적 방법이 필요하다고 주장했다.

## 대량 학살
많은 우파 평론가들은 20세기의 공산주의 정권 하에 일어난 대량 살인들을 거론하여 사회주의를 비판한다. 《The Black Book of Communism》은 이러한 점을 주장하는 가장 상세한 대중서 중 하나이다.
사회주의 옹호자들은 공산주의 정권 하의 대량 학살은 사회주의 자체에 의한 것이 아니라 특정 권위주의 정권에 의해 발생한 일탈이었다고 주장한다. 좌파 진보 성향의 《Current Affairs》지 편집장 네이선 J. 로빈슨(Nathan J. Robinson)은 비판으로부터 사회주의를 옹호하며 "자유주의적 사회주의 전통은 많은 정부가 지지해 온 권위주의적 '사회주의'에 항상 강력하게 반대해 왔다"고 주장했다.

## 같이 보기
- 반자본주의
- 반공주의
- 반스탈린주의 좌파
- 자본주의에 대한 비판
- 마르크스주의 비판
- 경제적 효율
- 경제적 균형
- 매카시즘
- 혼합 경제
- 사회주의 계산 논쟁
- 공유지의 비극

## 추가 읽기
- Hayek, Friedrich (1988). 《The Fatal Conceit: The Errors of Socialism》. University of Chicago Press. ISBN 978-0226320687.
- Hayek, Friedrich (1997). 《Socialism and War: Essays, Documents, Reviews》. University of Chicago Press. ISBN 978-0226320588.
- Minehan, Philip B. 《Anti-Leftist Politics in Modern World History: Avoiding "Socialism" at All Costs》 (Bloomsbury Academic, 2022) 온라인 학술 리뷰